# Щелкуны-бескилевики
Щелкуны-бескилевики (лат. Anostirus) — род жуков-щелкунов.

## Описание
Щелкуны средних размеров, с довольно плоским телом, все восточно-палеарктические виды имеют двухцветную окраску. Лобный киль разбит на два надусиковых киля. Усики у самцов гребенчатые, у самок остропиловидные начиная с третьего или четвёртого сегмента. Воротничок переднегруди с почти прямым передним краем, который не доходит до уровня передних углов проплевр. Задний край проплевр с более или менее явственной выемкой. Бедренные покрышки задних тазиков сужаются по направлению наружу довольно сильно и неравномерно. Все сегменты лапок без лопастинок.

## Экология
Встречаются эти жуки в лесах или же близ лесов на лугах. Проволочников встретить можно в лесной почве, реже в гнилой древесине. Проволочники хищники, реже бывают всеядные.

## Список видов
Щелкунов этого рода насчитывается более 40 видов:
- Anostirus alexandri Wurst, 1995
- Anostirus atropilosus (Buysson, 1897)
- Anostirus boeberi (Germar, 1824)
- Anostirus castaneus (Linnaeus, 1758)
- Anostirus cerrutii Binaghi, 1940
- Anostirus daimio (Lewis, 1894)
- Anostirus dalmatinus (J. Müller, 1926)
- Anostirus decorus (Schwarz, 1906)
- Anostirus eschscholtzi (Faldermann, 1835)
- Anostirus gabilloti (Pic, 1907)
- Anostirus ghilarovi Gurjeva, 1988
- Anostirus gracilicollis (Stierlin, 1896)
- Anostirus gudenzii Platia, 1983
- Anostirus haemapterus (Illiger, 1807)
- Anostirus hirculus Gurjeva, 1988
- Anostirus holtzi (Schwarz, 1902)
- Anostirus incostatus (Pic, 1905)
- Anostirus jarmilae Cechovsky & Platia, 1991
- Anostirus lauianus Wurst, 1994
- Anostirus lederi (Schneider et Leder, 1878)
- Anostirus marginatus (Pic, 1931)
- Anostirus melas (Koenig, 1887)
- Anostirus nubilosus Wurst et Schimmel, 1995
- Anostirus parumcostatus (Buysson, 1894)
- Anostirus plagifer Reitter, 1913
- Anostirus pseudosulphuripennis Binaghi, 1940
- Anostirus pulchellus Denisova, 1948
- Anostirus pullatus Gurjeva, 1989
- Anostirus purpureus (Poda, 1761)
- Anostirus reissi (Reitter, 1913)
- Anostirus richterae Gurjeva, 1988
- Anostirus semiaurantiacus (Fairmaire, 1891)
- Anostirus stramineipennis Binaghi, 1940
- Anostirus sulphuripennis (Germar, 1843)
- Anostirus suvorovi (Reitter, 1910)
- Anostirus teheranus Binaghi, 1940
- Anostirus trivialis Gurjeva, 1988
- Anostirus turcicus Platia & Mertlik, 1996
- Anostirus turkestanicus (Stepanov, 1935)
- Anostirus venustus Gurjeva, 1988
- Anostirus zenii (Rosenhauer, 1856)